# Дві жінки (фільм, 1929)
«Дві жінки» (інші назви Жінка в дзеркалі / Жінка наших днів) — український радянський втрачений художній фільм-мелодрама 1929 року, знятий режисером Григорієм Рошалем на Одеській кіностудії (ВУФКУ).

## Сюжет
Мелодрама із сучасного радянського життя. Фільм складається з двох новел, присвячених долям різних героїнь.
Героїня першої новели — «Жінка у дзеркалі» — колишня дворянка, яка добре приживається в умовах непманської богеми.
Героїня другий новели — «Жінка наших днів» — комуністка, яка, розслідуючи злочин групи непманів, виявляє причетність до нього свого чоловіка, старого революціонера, а нині великого господарника. Не вагаючись, вона доводить розслідування до кінця і вирушає слідом за чоловіком на заслання.

## У ролях
- Юлія Солнцева — Крекшина, жінка наших днів
- Софія Яковлєва — жінка в дзеркалі
- Семен Свашенко — чоловік Крекшиної
- Сергій Петров — лакей
- А. Каченовський — директор тресту
- Борис Горський — офіцер, чоловік жінки в дзеркалі
- Олександр Чуверов — матрос-більшовик
- П. Матвеєнко — офіцер
- Іван Маліков-Ельворті — матрос
- Зоя Курдюмова — прислуга
- А. Паршин-Спасський — козачий офіцер
- Марія Заржицька — покоївка

## Знімальна група
- Режисер — Григорій Рошаль
- Сценаристи — Серафима Рошаль, Віра Строєва
- Оператор — Михайло Бєльський
- Художник — Йосип Шпінель[1]